# West Seneca
West Seneca é uma cidade no condado de Erie, Nova Iorque, Estados Unidos. No censo de 2000 a população era de 45.920 pessoas. West Seneca é uma cidade de localizada na região central no interior do condado, sendo um subúrbio de Buffalo. West Seneca, Orchard Park e Hamburg formam o interior "Southtowns", um conjunto de cidades de classe média suburbanas.